# Bienàle Ilustrácií Bratislava
Bienàle Ilustrácií Bratislava (BIB) är en illustrationsutställning för barnboksillustrationer som organiseras av Slovakiska nationalgalleriet i Bratislava, instiftad 1967, som hålls vartannat år.
I samband med utställningen utdelas ett Grand Prix, fem gyllene äpplen och tio plaketter.
Vinnare av Grand Prix har varit:
- 1967 Yasuo Segewa (för Fushigi-na-takenoko)
- 1969 Eva Bednářová (för Chinesische Volksmärchen)
- 1971 Andrzej Strumillo (för Nazeczony z morza)
- 1973 Liselotte Schwarz (för Der Traummacher)
- 1975 Nicolay Popov (för Robinson Kruzo)
- 1977 Ulf Löfgren (för Harlekin)
- 1979 Klaus Ensikat (för Der kleine Däumling und andere Märchen och Taipi. Abenteuer in der Südsee
- 1981 Roald Als (för Kristoffers rejse)
- 1983 Dušan Kállay (för Alica v krajine zázrakov)
- 1985 Frédéric Clément (för Bestiaire fabuleux)
- 1987 Hannu Taina (för Herra Kuningas)
- 1989 Marian Murawski (för Ksiega bajek polskich)
- 1991 Stasys Eidrigevicius (för Der gestiefelte Kater)
- 1993 Lorenzo Mattotti (för Eugenio)
- 1995 John Rowe (för Die Entstehung der Gürteltiere och Raben-Baby)
- 1997 Martin Jarrie (för Le colosse machinal och Toc, Toc! Monsieur Cric-Crac!)
- 1999 Etsuko Nakatuji (för In the night kindergarten)
- 2001 Eric Battut
- 2003 Iku Dekune
- 2005 Ali Reza Goldouzian
- 2007 Einar Turkowski
- 2009 Josep Antoni Tássies Penella
- 2011 Eunyoung Cho
- 2013 Evelyne Laube och Nina Wehrle (för Die Grosse Flut)
- 2015 Laura Carlin
- 2017 Ludwig Volbeda
- 2019 Hassan Moosavi
- 2021 Elena Odriozola (för Sentimientos encontrados)